# ميرين دونجي
ميرين دونجي (بالإنجليزية: Merrin Dungey)‏ هي ممثلة أمريكية، ولدت في 6 أغسطس 1971 بساكرامنتو في الولايات المتحدة.

## أعمال

### أفلام
- (1998) ديب إمباكت[5][6][7]
- (2015) سم كايند أوف بيوتفل[8]

### مسلسلات
- الانتقام
- إيلياس
- تشريح غراي
- كاسل
- كان ياما كان

## وصلات خارجية
- ميرين دونجي على موقع IMDb (الإنجليزية)
- ميرين دونجي على موقع ألو سيني (الفرنسية)
- ميرين دونجي على موقع تيرنر كلاسيك موفيز (الإنجليزية)
- ميرين دونجي على موقع أول موفي (الإنجليزية)
- ميرين دونجي على موقع قاعدة بيانات الأفلام السويدية (السويدية)
- ميرين دونجي على موقع قاعدة بيانات الفيلم (الإنجليزية)
- ميرين دونجي على موقع كينوبويسك (الروسية)